# Sieben Sommersprossen
Sieben Sommersprossen è un film del 1978 diretto da Herrmann Zschoche.

## Trama
Il quindicenne Robert e la quattordicenne Karoline si incontrano in un campeggio estivo. Tra i due nasce l'amore nonostante alcuni giovani del campeggio facciano di tutto per sabotare la loro relazione.

## Premi
- 1980 - Eberswalde Film Festival, premio della giuria per la miglior attrice non protagonista a Barbara Dittus